# Carl Friedrich Hartmann

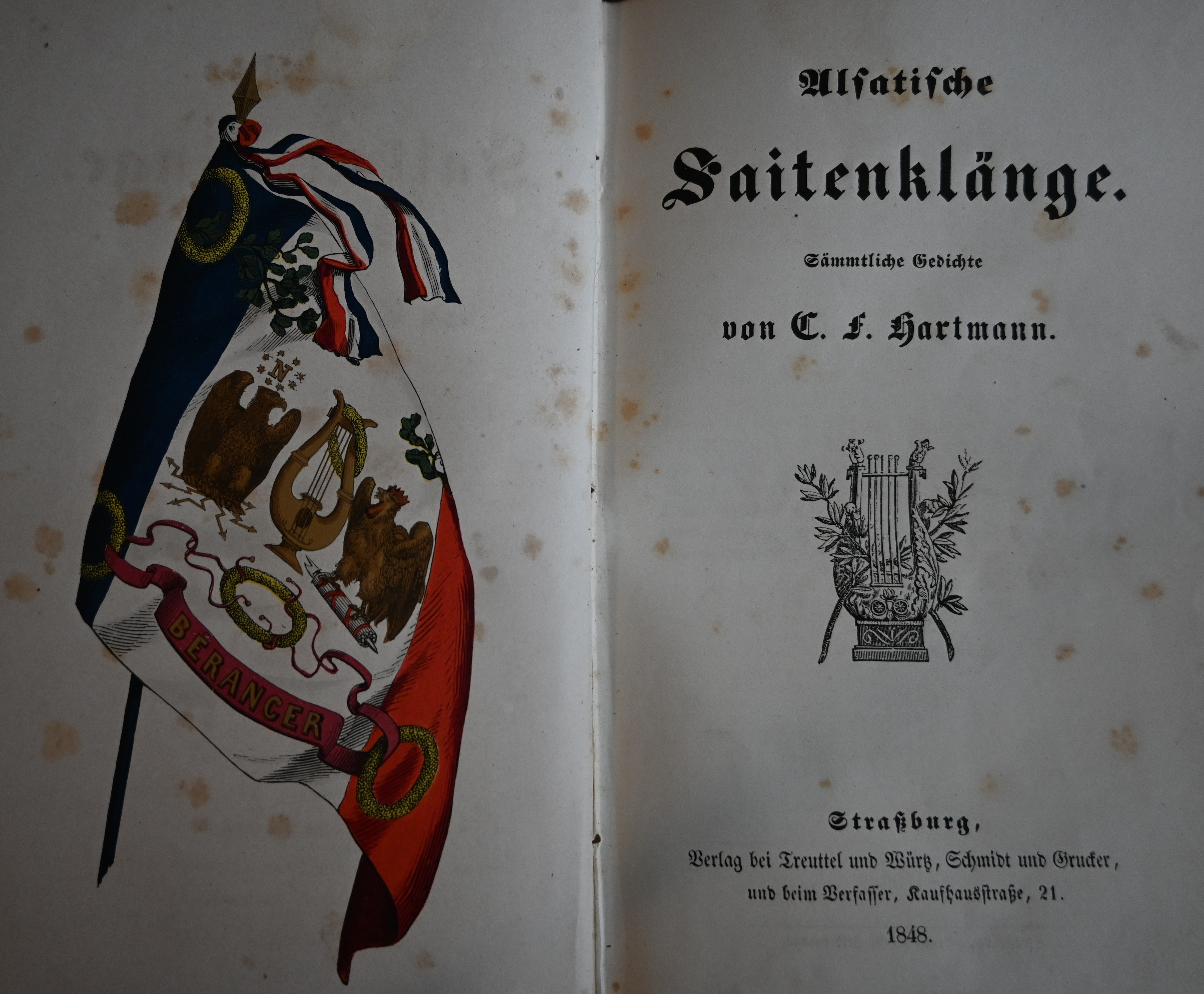
Titelseite und pro-französisches Frontispiz von Hartmanns Gedichtband Alsatische Saitenklänge, 1848

Carl Friedrich Hartmann (* 1. Dezember 1788 in Straßburg; † 25. Januar 1864 ebenda), auch Charles-Frédéric Hartmann, war ein deutschsprachiger Lyriker aus dem Elsass.

## Leben und Werk
Hartmann kam in Straßburg zur Welt und verbrachte den Großteil seines Lebens in der Elsässer Hauptstadt. Hauptberuflich war er als Kaufmann tätig.
Nebenbei trat er als Verfasser von Gedichten in Erscheinung, die zunächst in einzelnen Bänden und 1848, mitten in der Deutschen Revolution, in einer abschließenden Gesamtausgabe unter dem Titel Alsatische Saitenklänge erschienen. Hartmann nahm in seinen Gedichten vehement für den Verbleib des Elsass bei Frankreich Stellung und kritisierte die pangermanischen Bestrebungen und den deutschen Franzosenhass seiner Zeit. Zugleich positionierte er sich als leidenschaftlicher Verfechter der deutschen Sprache und des elsässischen Dialekts, in dem auch einige seiner Gedichte erschienen. Er gilt
zusammen mit seinen Zeitgenossen Ehrenfried Stoeber und Johann Georg Daniel Arnold als Pionier der elsässischen Mundartliteratur. Einzelne Gedichte verfasste er auf Französisch, so das Motto-Gedicht Bérancer.

## Ausgaben
- Gedichte. Straßburg 1831.
- Alsatische Saitenklänge. Band 1. Straßburg 1843.
- Alsatische Saitenklänge. Band 2. Straßburg 1843.
- Alsatische Saitenklänge. Sämtliche Gedichte. Straßburg 1848. (Gesamtausgabe)